# 黃智華
黃智華（英語：Steve Wong Chi-wah），香港公務員，現任環境保護署助理署長(廢物管理)。他曾任黃大仙民政事務專員，並在2023年9月卸任赴北京大學進修時，因歡送宴規模誇張而引起爭議。

## 早年生活
黃智華在香港黃大仙的聖母醫院出生，與父母曾同居於大磡村。及後，他考入香港中文大學新亞書院修讀工商管理學學士，並在2009年畢業。在大學學習期間，他曾出任投資學會主席，並成功吸納超過一千七百名學生加入成為會員，而他亦在花旗银行的銀行實務課程上取得傑出學生獎。畢業後，他也出席新亞書院舊生會的地產市場分析活動。

## 職業生涯
黃智華於2009年加入政務職系，曾於運輸及房屋局、商務及經濟發展局和元朗民政事務處等多個政策局和部門工，在升任黃大仙民政事務專員前為政制及內地事務局助理秘書長。

### 2020年香港立法會選舉(原定)
於2020年香港立法會選舉，各地區直選及功能組別的選舉主任安排，打破過去由當區民政事務專員擔任選舉主任的傳統做法，而是跨區配對。此安排被視為剝奪有意參選的民主派的參選資格鋪路。其中，黃智華所屬的黃大仙區本應被劃入九龍東地方選區，但黃卻被安排成為香港島選舉主任。

### 爭議
黃智華預期於2023年9月離港赴京修讀碩士課程，他於8月24日晚獲幾百名黃大仙區內組織、社團成員、校長、政界人物等在九龍灣舉行餞行晚宴，筵開43席，約500人出席，被外界質疑是否接受款待。黃大仙區議員譚香文擔心黃智華出席晚會有利益衝突。全國政協副主席、前特首梁振英則指事件只是冰山一角，折射出建制社團浮誇浪費之風日益嚴重，出席官員愈來愈高級。全國人大前常委譚耀宗認為「毋須用這些形式」。民政及青年事務局局長麥美娟認為黃智華受歡迎，但希望大家不用破費。民主黨主席羅健熙則擔憂有關「拍馬屁」文化將會在各區越演越烈。民政事務總署指是由黃大仙區內各界的地區團體自發籌備和支付，同時不涉及任何公帑。民政事務總署署長張趙凱渝指感謝大家對專員的支持，稱「一句鼓勵說話就夠」。黃智華對於晚宴引來外界關注，尤其是觀感上的問題致歉。麥美娟其後回應指，由於他已離開崗位，故不存在巴結，並非「擦鞋」，但認為不用「大陣仗」。

### 進修及回港
2023年9月，黃智華赴北京大學修讀特區政府高級公務員公共管理碩士課程。完成一年的課程後，黃與一衆學員返港工作，並在期間完成撰寫論文。黃遂於2024年9月回港出任環境保護署助理署長，掌管廢物管理科。

## 資料來源
1. 1 2  文維廣. . 香港01. 2024-09-04  [2024-12-20]. （原始内容存档于2024-12-20） （中文（香港））.
2. ↑  文維廣. . 香港01. 2023-08-25  [2024-12-20] （中文（香港））.
3. ↑  . 龍週. 2021-07-30  [2021-10-01]. （原始内容存档于2021-08-09）.
4. ↑   (PDF). 新亞生活 (香港中文大學新亞書院). 2009-12, (37): 33  [2021-10-01]. （原始内容存档 (PDF)于2021-10-01）.
5. ↑   (PDF). 花旗银行. 2008-04-22  [2021-10-01]. （原始内容存档 (PDF)于2012-11-07）.
6. ↑   (PDF). 中大通訊 (香港中文大學資訊處). 2008-05-04, (317): 8  [2021-10-01]. （原始内容存档 (PDF)于2021-10-01）.
7. ↑  . 新亞書院舊生會. 2012-01-04  [2021-10-01]. （原始内容存档于2021-10-01）.
8. ↑  .   [2020-07-25]. （原始内容存档于2021-03-10）.
9. ↑  . 香港01. 2016-09-27  [2021-10-01]. （原始内容存档于2021-10-01）.
10. ↑  . 香港特別行政區政府新聞公報. 2016-01-30  [2021-10-01]. （原始内容存档于2019-09-01）.
11. ↑  鄭寶生, 陳小瑜. . 香港01. 2020-06-18  [2020-06-21]. （原始内容存档于2020-06-22） （中文（香港））.
12. ↑  .   [2020-07-25]. （原始内容存档于2020-07-25）.
13. 1 2  i-Cable. . 有線新聞. 2023-08-25  [2023-08-26]. （原始内容存档于2023-08-26） （中文（香港））.
14. 1 2  . Now 新聞. 2023-08-26  [2023-08-26]. （原始内容存档于2023-08-26） （中文（香港））.
15. 1 2  文維廣. . 香港01. 2023-08-26  [2023-08-26]. （原始内容存档于2023-08-27） （中文（香港））.
16. ↑  . 獨立媒體. 2023-08-26  [2023-08-26]. （原始内容存档于2023-08-26）.
17. ↑  馮子健. . 香港01. 2023-08-25  [2023-08-26]. （原始内容存档于2023-08-26） （中文（香港））.
18. ↑  . 香港電台.   [2023-08-26]. （原始内容存档于2023-08-26） （中文（臺灣））.
19. ↑  . 香港電台.   [2023-08-26]. （原始内容存档于2023-08-26） （中文（臺灣））.
20. ↑  News, 無綫新聞TVB. . 無綫新聞 TVB News.   [2023-08-26]. （原始内容存档于2023-08-27） （中文（香港））.
21. ↑  傅流螢. . 香港經濟日報HKET.   [2024-12-20]. （原始内容存档于2024-12-20） （中文（繁體））.

| 政府职务      | 政府职务                                       | 政府职务      |
| ------------- | ---------------------------------------------- | ------------- |
| 前任： 江潤珊 | 黃大仙民政事務專員 2020年7月18日－2023年9月2日 | 繼任： 胡鉅華 |